# Bệnh vi rút Mayaro
Bệnh vi rút Mayaro là mầm bệnh đặc hữu lây từ động vật sang với muỗi làm vật chủ trung gian. Bệnh hoành hành ở khí hậu ẩm nhất định của vùng rừng nhiệt đới Nam Mỹ. Nhiễm vi-rút Mayaro gây ra một bệnh cấp tính, giống như sốt xuất huyết trong thời gian 3-5 ngày. Virus gây bệnh, viết tắt là MAYV, thuộc họ Togaviridae và chi Alphavirus. Nó có liên quan chặt chẽ với các alphavirus khác tạo ra một căn bệnh giống như sốt xuất huyết kèm theo đau khớp kéo dài. Nó chỉ thấy lưu hành ở vùng nhiệt đới Nam Mỹ.

## Virus học
Virus Mayaro có cấu trúc tương tự như các alphavirus khác. Nó là một loại virus bao bọc và có một capsid icosah thờ có đường kính 70 nm. Bộ gen của virut bao gồm một ARN mạch đơn, có ý nghĩa tích cực, chuỗi đơn với 11.429 nucleotide, ngoại trừ nucleotide 5 'nắp và đuôi 3' poly (A).
Bộ gen MAYV RNA chứa vùng 5' chưa được dịch, vùng không mã hóa 3' và hai khung đọc mở (ORF). Các ORF proximal 5' và 3' gần gốc được phân tách bằng một chuỗi ngắn, không mã hóa và tương ứng là hai phần ba và một phần ba gen RNA. Các mã ORF tối thiểu 5 'cho một polyprotein mà sau khi phân tách tạo thành các protein phi cấu trúc (nsP1, nsP2, nsP3, nsP4) và ORF 3 gần gốcvới các protein mang mã di truyền 26S để tạo ra các protein cấu trúc. và glycoprotein bề mặt bao (E1, E2, E3, C, 6K).
Các protein phi cấu trúc (nsP) đóng các chức năng khác nhau trong chu kỳ virus. NsP1 là enzyme có mRNA, nsP2 có hoạt tính protease và nsP4 là RNA polymerase trực tiếp RNA. Polyprotein cấu trúc được phân tách thành sáu chuỗi: protein capsid (C), p62, protein E3 hoặc glycoprotein E3, glycoprotein vỏ bọc E2 hoặc glycoprotein tăng đột biến E2, protein 6K và glycoprotein vỏ bọc E1. Thành phần lipid bao là rất quan trọng đối với sự ổn định và lây nhiễm của hạt virus trong các tế bào động vật có vú  Một khi virus xâm nhập vào tế bào chủ, RNA gen được giải phóng vào tế bào chất, trong đó hai ORF được dịch mã thành protein và quá trình tổng hợp RNA âm tính bắt đầu. Một quá trình tổng hợp liên tiếp của RNA dương tính bắt đầu diễn ra.